# Râul Seolemai
Râul Seolemai este un afluent al râului Sic. 

## Hărți
- Harta județului Covasna
- Harta Munții Bodoc-Baraolt  Arhivat în 29 ianuarie 2014, la Wayback Machine.